# Kadre Gray
Kadre Gray (Toronto, 2 novembre 1997) è un cestista canadese con cittadinanza giamaicana.

## Carriera
Con il Canada ha il Campionato americano maschile di pallacanestro 2022.